# Krotoszyce
Krotoszyce è un comune rurale polacco del distretto di Legnica, nel voivodato della Bassa Slesia.
Ricopre una superficie di 67,59 km² e nel 2004 contava 2 975 abitanti.

## Turismo
La cittadina è posta al 12,5º km del Sentiero regio polacco.